# Alain Sarde
Alain Sarde (Boulogne-Billancourt, 28 marzo 1952) è un produttore cinematografico francese.
Ha prodotto tutti i lungometraggi di Jean-Luc Godard dal 1980 in poi ed è stato un collaboratore di lunga data di registi come Roman Polański, Bertrand Tavernier, André Téchiné, Jacques Doillon, Coline Serreau e Nicole Garcia. Già fondatore della Sara Films (1975) e Sarde Films (1983), nel 1990 ha fondato la casa di produzione Les Films Alain Sarde, con cui ha prodotto film anche di autori internazionali come Mulholland Drive di David Lynch e Il segreto di Vera Drake di Mike Leigh.

## Filmografia

### Produttore
- Non toccare la donna bianca (Touche pas à la femme blanche!), regia di Marco Ferreri (1974) - produttore associato
- L'inquilino del terzo piano (Le Locataire), regia di Roman Polański (1976) - produttore associato
- Barocco, regia di André Téchiné (1976)
- Vivere giovane (Violette et François), regia di Jacques Rouffio (1977) - produttore associato
- Una donna semplice (Une histoire simple), regia di Claude Sautet (1978)
- Les Sœurs Brontë, regia di André Téchiné (1979) - produttore esecutivo
- Tre per un delitto (Le Mors aux dents), regia di Laurent Heynemann (1979)
- Buffet freddo (Buffet froid), regia di Bertrand Blier (1979)
- La Femme flic, regia di Yves Boisset (1980)
- Una settimana di vacanza (Une semaine de vacances), regia di Bertrand Tavernier (1980)
- Si salvi chi può (la vita) (Sauve qui peut (la vie)), regia di Jean-Luc Godard (1980)
- Un mauvais fils, regia di Claude Sautet (1980)
- Le sembra ragionevole? (Est-ce bien raisonnable?), regia di Georges Lautner (1981)
- Ormai sono una donna (Beau-père), regia di Bertrand Blier (1981)
- Codice d'onore (Le Choix des armes), regia di Alain Corneau (1981)
- Hôtel des Amériques, regia di André Téchiné (1981)
- Gioco in villa (Une étrange affaire), regia di Pierre Granier-Deferre (1981)
- L'Étoile du Nord, regia di Pierre Granier-Deferre (1982)
- Il bersaglio (Le Choc), regia di Robin Davis (1982)
- Passion, regia di Jean-Luc Godard (1982)
- In nome di Carine (Tir groupé), regia di Jean-Claude Missiaen (1982)
- Que les gros salaires lèvent le doigt!, regia di Denys Granier-Deferre (1982)
- Ho sposato un'ombra (J'ai épousé une ombre), regia di Robin Davis (1983)
- Stella, regia di Laurent Heynemann (1983)
- La Femme de mon pote, regia di Bertrand Blier (1983)
- Prénom Carmen, regia di Jean-Luc Godard (1983)
- Garçon!, regia di Claude Sautet (1983)
- Premiers Désirs, regia di David Hamilton (1983)
- Ronde de nuit, regia di Jean-Claude Missiaen (1984)
- Una domenica in campagna (Un dimanche à la campagne), regia di Bertrand Tavernier (1984) - produttore delegato
- Notre Histoire, regia di Bertrand Blier (1984)
- Una donna pericolosa (La Garce), regia di Christine Pascal (1984)
- Sangue misto (Mixed Blood), regia di Paul Morrissey (1985) - produttore esecutivo
- L'estate prossima (L'Été prochain), regia di Nadine Trintignant (1985)
- Je vous salue, Marie, regia di Jean-Luc Godard (1985)
- Capita tutto a me (Ça n'arrive qu'à moi), regia di Francis Perrin (1985)
- Amour braque - Amore balordo (L'Amour braque), regia di Andrzej Żuławski (1985)
- Hors-la-loi, regia di Robin Davis (1985)
- Détective, regia di Jean-Luc Godard (1985)
- Harem, regia di Arthur Joffé (1985)
- Prunelle Blues, regia di Jacques Otmezguine (1986)
- Non guardatemi (Cours privé), regia di Pierre Granier-Deferre (1986)
- Tenero e violento (Le Solitaire), regia di Jacques Deray (1987)
- Les mois d'avril sont meurtriers, regia di Laurent Heynemann (1987)
- Regina della notte (Cérémonie d'amour), regia di Walerian Borowczyk (1987) - produttore esecutivo
- Se il sole non tornasse (Si le soleil ne revenait pas), regia di Claude Goretta (1987)
- Comédie!, regia di Jacques Doillon (1987)
- Les Deux Crocodiles, regia di Joël Séria (1987)
- De guerre lasse, regia di Robert Enrico (1987)
- La Travestie, regia di Yves Boisset (1988)
- Qualche giorno con me (Quelques jours avec moi), regia di Claude Sautet (1988) - produttore esecutivo
- L'amico traditore (Mon ami le traître), regia di José Giovanni (1988)
- La casa di giada (La Maison de jade), regia di Nadine Trintignant (1988)
- Radio Corbeau, regia di Yves Boisset (1988)
- Le mie notti sono più belle dei vostri giorni (Mes nuits sont plus belles que vos jours), regia di Andrzej Żuławski (1989)
- Notturno indiano (Nocturne indien), regia di Alain Corneau (1989) - produttore esecutivo
- La vendetta di una donna (La Vengeance d'une femme), regia di Jacques Doillon (1990)
- Nouvelle Vague, regia di Jean-Luc Godard (1990)
- Un week-end su due (Un week-end sur deux), regia di Nicole Garcia (1990)
- Docteur Petiot, regia di Christian de Chalonge (1990) - produttore delegato
- Le Petit Criminel, regia di Jacques Doillon (1990)
- Rue du Bac, regia di Gabriel Aghion (1991)
- La tribù, regia di Yves Boisset (1991)
- Sotto il cielo di Parigi (Le Ciel de Paris), regia di Michel Béna (1991)
- Amoureuse, regia di Jacques Doillon (1992)
- Ville à vendre, regia di Jean-Pierre Mocky (1992)
- Room Service, regia di Georges Lautner (1992)
- Luna di fiele (Bitter Moon), regia di Roman Polański (1992) - co-produttore
- Albert souffre, regia di Bruno Nuytten (1992)
- Legge 627 (L.627), regia di Bertrand Tavernier (1992)
- L'Inconnu dans la maison, regia di Georges Lautner (1992)
- Max e Jeremie devono morire (Max et Jérémie), regia di Claire Devers (1992)
- La crisi! (La Crise), regia di Coline Serreau (1992)
- Mensonge, regia di François Margolin (1993)
- Le Jeune Werther, regia di Jacques Doillon (1993)
- La mia stagione preferita (Ma saison préférée), regia di André Téchiné (1993)
- Un crime, regia di Jacques Deray (1993)
- Ahimè! (Hélas pour moi), regia di Jean-Luc Godard (1993)
- L'età acerba (Les Roseaux sauvages), regia di André Téchiné (1994)
- Rosine, regia di Christine Carrière (1994)
- Oublie-moi, regia di Noémie Lvovsky (1994)
- L'angelo nero (L'Ange noir), regia di Jean-Claude Brisseau (1994)
- Le Fils préféré - Ospiti pericolosi (Le Fils préféré), regia di Nicole Garcia (1994)
- Sale Gosse, regia di Claude Mouriéras (1995)
- Romanzo di un giovane povero, regia di Ettore Scola (1995) - co-produttore
- Nelly e Mr. Arnaud (Nelly et Monsieur Arnaud), regia di Claude Sautet (1995)
- Mon homme, regia di Bertrand Blier (1996)
- Una mamma per due papà (Les Deux Papas et la Maman), regia di Jean-Marc Longval e Smaïn (1996)
- Les Voleurs, regia di André Téchiné (1996)
- For Ever Mozart, regia di Jean-Luc Godard (1996)
- Ponette, regia di Jacques Doillon (1996)
- Il pianeta verde (La Belle Verte), regia di Coline Serreau (1996)
- Capitan Conan (Capitaine Conan), regia di Bertrand Tavernier (1996)
- Nous sommes tous encore ici, regia di Anne-Marie Miéville (1997)
- Un air si pur..., regia di Yves Angelo (1997)
- Nettoyage à sec, regia di Anne Fontaine (1997)
- Le Cousin, regia di Alain Corneau (1997)
- Apri gli occhi (Abre los ojos), regia di Alejandro Amenábar (1997) - produttore associato
- Trop (peu) d'amour, regia di Jacques Doillon (1998)
- Restons groupés, regia di Jean-Paul Salomé (1998)
- Place Vendôme, regia di Nicole Garcia (1998)
- Alice e Martin (Alice et Martin), regia di André Téchiné (1998)
- Ricomincia da oggi (Ça commence aujourd'hui), regia di Bertrand Tavernier (1999)
- Le Vent de la nuit, regia di Philippe Garrel (1999)
- Je veux tout, regia di Patrick Braoudé (1999)
- Qui plume la lune?, regia di Christine Carrière (1999)
- Augustin, roi du kung-fu, regia di Anne Fontaine (1999)
- Striptease - Attrazione mortale (Franck Spadone), regia di Richard Bean (1999)
- I figli del secolo (Les Enfants du siècle), regia di Diane Kurys (1999)
- Mauvaises Fréquentations, regia di Jean-Pierre Améris (1999)
- Pranzo di Natale (La Bûche), regia di Danièle Thompson (2000)
- Gocce d'acqua su pietre roventi (Gouttes d'eau sur pierres brûlantes), regia di François Ozon (2000)
- Love Me, regia di Laetitia Masson (2000)
- Six-Pack, regia di Alain Berbérian (2000)
- Esther Kahn, regia di Arnaud Desplechin (2000)
- Storie (Code inconnu), regia di Michael Haneke (2000)
- Amazone, regia di Philippe de Broca (2000) - produttore delegato
- Amazone, regia di Philippe de Broca (2000) - produttore delegato
- Le Sens des affaires, regia di Guy-Philippe Bertin (2000)
- Selon Matthieu, regia di Xavier Beauvois (2000)
- Après la réconciliation, regia di Anne-Marie Miéville (2000)
- Belfagor - Il fantasma del Louvre (Belphégor - Le Fantôme du Louvre), regia di Jean-Paul Salomé (2001)
- De l'amour, regia di Jean-François Richet (2001)
- Éloge de l'amour, regia di Jean-Luc Godard (2001)
- Mulholland Drive, regia di David Lynch (2001)
- Liberté-Oléron, regia di Bruno Podalydès (2001)
- Innocenza selvaggia (Sauvage Innocence), regia di Philippe Garrel (2001)
- Cet amour-là, regia di Josée Dayan (2001)
- Dio è grande, io no (Dieu est grand, je suis toute petite), regia di Pascale Bailly (2001)
- Chaos, regia di Coline Serreau (2001)
- Speaking of Sex, regia di John McNaughton (2001)
- Laissez-passer, regia di Bertrand Tavernier (2002)
- Tutto o niente (All or Nothing), regia di Mike Leigh (2002)
- Apartment #5C, regia di Raphaël Nadjari (2002)
- Il pianista (The Pianist), regia di Roman Polański (2002)
- L'avversario (L'Adversaire), regia di Nicole Garcia (2002)
- Parlami d'amore (Parlez-moi d'amour), regia di Sophie Marceau (2002)
- Jet Lag (Décalage horaire), regia di Danièle Thompson (2002)
- C'est le bouquet!, regia di Jeanne Labrune (2002)
- 18 ans après, regia di Coline Serreau (2003)
- La Petite Prairie aux bouleaux, regia di Marceline Loridan-Ivens (2003)
- Stupore e tremori (Stupeur et Tremblements), regia di Alain Corneau (2003)
- Filles uniques, regia di Pierre Jolivet (2003)
- Nathalie..., regia di Anne Fontaine (2003)
- Tu mi ami (Nowhere to Go But Up), regia di Amos Kollek (2003)
- Confidenze troppo intime (Confidences trop intimes), regia di Patrice Leconte (2004)
- La vita è un miracolo (Zivot je čudo), regia di Emir Kusturica (2004)
- Notre Musique, regia di Jean-Luc Godard (2004)
- Il segreto di Vera Drake (Vera Drake), regia di Mike Leigh (2004)
- Oliver Twist, regia di Roman Polański (2005)
- Cinéma Érotique, episodio di Chacun son cinéma - A ciascuno il suo cinema (Chacun son cinéma ou Ce petit coup au cœur quand la lumière s'éteint et que le film commence), regia di Roman Polański (2007)
- L'uomo nell'ombra (The Ghost Writer), regia di Roman Polański (2010)
- Film Socialisme, regia di Jean-Luc Godard (2010)
- La Fille du puisatier, regia di Daniel Auteuil (2011)
- Venere in pelliccia (La Vénus à la fourrure), regia di Roman Polański (2013)
- Marius, regia di Daniel Auteuil (2013)
- Fanny, regia di Daniel Auteuil (2013)
- Adieu au langage - Addio al linguaggio (Adieu au langage), regia di Jean-Luc Godard (2014)

### Attore
- L'inquilino del terzo piano (Le Locataire), regia di Roman Polański (1976) - non accreditato
- Les Naufragés de l'île de la Tortue, regia di Jacques Rozier (1976)
- Yiddish Connection, regia di Paul Boujenah (1986) - non accreditato
- Round Midnight - A mezzanotte circa (Round Midnight), regia di Bertrand Tavernier (1986)
- La casa di giada (La Maison de jade), regia di Nadine Trintignant (1988)
- Legge 627 (L.627), regia di Bertrand Tavernier (1992)
- L'esca (L'Appât), regia di Bertrand Tavernier (1995)
- Les Clefs de bagnole, regia di Laurent Baffie (2003)
- Pourquoi (pas) le Brésil, regia di Laetitia Masson (2004)

### Sceneggiatore
- Détective, regia di Jean-Luc Godard (1985)

## Riconoscimenti
- Premio Oscar
  - 2003 – Candidatura al miglior film per Il pianista
- Premio BAFTA
  - 1985 – Candidatura al miglior film non in lingua inglese per Una domenica in campagna
  - 1997 – Candidatura al miglior film non in lingua inglese per Nelly e Mr. Arnaud
  - 2003 – Miglior film per Il pianista
  - 2005 – Candidatura al miglior film per Il segreto di Vera Drake
- Premio César
  - 2011 – Candidatura al miglior film per L'uomo nell'ombra
  - 2014 – Candidatura al miglior film per Venere in pelliccia
- European Film Award
  - 1991 – Candidatura al miglior film per Le Petit Criminel
  - 1997 – Candidatura al miglior film per Capitan Conan
  - 2002 – Candidatura al miglior film per Il pianista
  - 2010 – Miglior film per L'uomo nell'ombra